# Urolophus maculatus
Urolophus maculatus  (лат.) — вид рода уролофов семейства короткохвостых хвостоколов отряда хвостоколообразных. Обитает в восточно-центральной части Тихого океана у побережья Мексики. Встречается на глубине до 30 м. Грудные плавники этих скатов образуют почти круглый диск. Дорсальная поверхность диска окрашена в зеленовато-песочный цвет с тёмными пятнышками. Спинной плавник отсутствует. Между ноздрями имеется прямоугольная складка кожи. Тонкий хвост оканчивается листовидным хвостовым плавником. В средней части хвостового стебля расположен длинный, зазубренный ядовитый шип. Максимальная зарегистрированная длина 42 см. 
Размножается яйцеживорождением. Не является объектом целевого лова. В качестве прилова попадается при коммерческом промысле.

## Таксономия
Впервые вид был научно описан в 1913 году. Позднее он был отнесён к новому роду Urobatis, к которому причисляют всех хвостоколов, обитающих в восточной части Тихого океана и в северо-западной Атлантике. Таксономический статус вида требует дальнейших исследований. Видовой эпитет происходит от слова лат. maculata — «пятно» и обусловлен окраской этих скатов.

## Ареал
Urolophus maculatus обитают в восточно-центральной части Тихого океана у побережья Мексики. Эти донные рыбы встречаются в прибрежных бухтах, лагунах и эстуариях. 

## Описание
Внешне Urolophus maculatus очень похожи на Urobatis halleri, от которых отличаются пятнистой окраской. Широкие грудные плавники этих скатов сливаются с головой и образуют почти круглый диск. Заострённое мясистое рыло образует тупой угол и слегка выступает за края диска. Позади глаз расположены брызгальца в виде запятых. Между ноздрями пролегает кожный лоскут с мелкобахромчатой нижней кромкой, переходящей по краям в удлинённые лопасти. На вентральной стороне диска расположено 5 пар жаберных щелей. Небольшие брюшные плавники закруглены. 
Длина короткого хвоста меньше длины диска. Хвост сужается и переходит в развитый листовидный хвостовой плавник. На дорсальной поверхности хвоста в центральной части расположен зазубренный шип. Спинные плавники отсутствуют. Кожа лишена чешуи. Максимальная зарегистрированная длина 42 см. Окраска песочно-зеленоватого цвета с многочисленными тёмными пятнышками. Вентральная поверхность почти белая.

## Биология
Большую часть времени эти скаты лежат неподвижно на дне под слоем осадков, однако при появлении добычи или будучи потревоженными они способны быстро плавать. Рацион состоит из донных беспозвоночных. Подобно прочим хвостоколообразным Urolophus maculatus размножаются яйцеживорождением.  

## Взаимодействие с человеком
Эти скаты не являются объектом целевого лова. В качестве прилова попадаются в донные сети, иногда их бьют гарпуном. Перед тем, как выбросить их за борт, зачастую им отрывают хвост, что обусловливает высокую смертность. Данных для оценки Международным союзом охраны природы статуса сохранности вида недостаточно. 